# Gare de Courville-sur-Eure
La gare de Courville-sur-Eure est une gare ferroviaire française de la ligne de Paris-Montparnasse à Brest, située sur le territoire de la commune de Courville-sur-Eure, dans le département d'Eure-et-Loir, en région Centre-Val de Loire.
C'est une gare de la Société nationale des chemins de fer français (SNCF) desservie par les trains du réseau TER Centre-Val de Loire.

## Situation ferroviaire
Établie à 174 m d'altitude, la gare de Courville-sur-Eure est située au point kilométrique (PK) 105,895 de la ligne de Paris-Montparnasse à Brest, entre les gares de Saint-Aubin - Saint-Luperce et Pontgouin.

## Histoire
La gare est mise en service en mai 1857 avec l'ouverture de la voie entre la gare de Chartres et la gare de Rennes.
Un passage souterrain sous les voies est inauguré le 5 novembre 2009. Cet équipement aura coûté 1,9 million d'euros et a remplacé un passage planchéié permettant de traverser les voies à niveau. La création de cet équipement s'est fait dans le cadre de la mise en accessibilité de la gare et a été accompagnée de la création de deux ascenseurs.

## Fréquentation
De 2015 à 2023, selon les estimations de la SNCF, la fréquentation annuelle de la gare s'élève aux nombres indiqués dans le tableau ci-dessous.
| Année                     | 2015    | 2016    | 2017    | 2018    | 2019    | 2020    | 2021    | 2022    | 2023    |
| ------------------------- | ------- | ------- | ------- | ------- | ------- | ------- | ------- | ------- | ------- |
| Voyageurs                 | 307 355 | 292 795 | 297 098 | 301 967 | 326 100 | 246 509 | 337 356 | 478 799 | 435 138 |
| Voyageurs + non voyageurs | 384 193 | 365 994 | 371 373 | 377 459 | 407 625 | 308 137 | 421 695 | 598 499 | 543 923 |

## Service des voyageurs

### Accueil

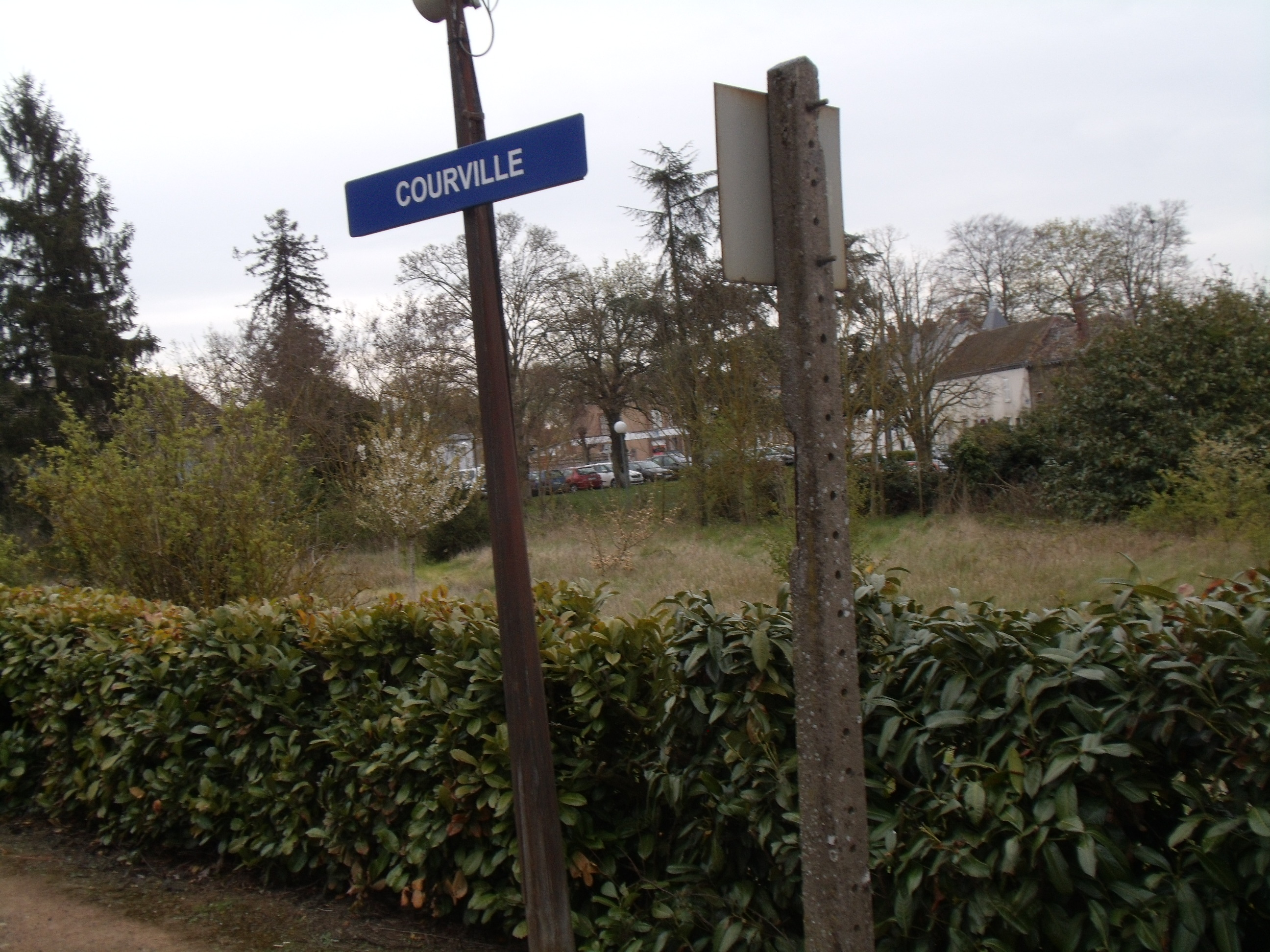
Signalétique de la gare.

Elle est équipée de deux quais latéraux qui sont encadrés par deux voies. Le changement de quai se fait par le biais d'un souterrain passant sous les voies de chemin de fer ; deux ascenseurs facilitent l'accès aux quais pour les personnes à mobilité réduite.

### Dessertes
La gare de Courville-sur-Eure est desservie par les trains du réseau TER Centre-Val de Loire. Chaque jour de semaine, l'offre se décompose comme suit :
- 9 allers entre Paris et Le Mans et 11 retours (trains semi-directs) ;
- 3 allers-retours entre Paris-Montparnasse et Nogent-le-Rotrou (en pointe uniquement, omnibus entre Chartres et Nogent) ;
- 4 allers-retours entre Chartres et Nogent-le-Rotrou (omnibus pour la plupart) ;
- 1 aller-retour entre Chartres et Le Mans (omnibus).

Par les TER semi-directs, le temps de trajet est d'environ 1 h 5 min depuis Le Mans, 25 min depuis Nogent-le-Rotrou, 10 min depuis Chartres et 1 h 15 min depuis Paris-Montparnasse.

## Service des marchandises
Cette gare est ouverte au trafic du fret.